# Іван Мстиславич (князь луцький)
Іван Мстиславич (*? — †1227) — князь луцький, син Мстислава Німого. Успадкував по смерті батька (1226) луцький стіл. Помер у 1227 році. Дані про дружину та дітей відсутні.